# Rudi Haymann
Rudi Haymann (Berlín, 21 de agosto de 1921) es un diseñador de interiores, militar y centenario chileno-alemán.

## Biografía
Nacido en Berlín el 21 de agosto de 1921, en la entonces República de Weimar, Rudi Haymann proviene de una familia de origen judeoalemán. Su padre, Ludwig Haymann y su tío, Fritz Haymann, lucharon como soldados por Alemania durante la Primera Guerra Mundial y su tío Fritz sufrió  la amputación de una de sus piernas, razón por la cual recibió la Cruz de Hierro. Durante su juventud Rudi fue uno de los menores de edad de origen judío que fueron rescatados del Holocausto mediante el Kindertransport en 1938. Para ello, Haymann tuvo que abandonar a su familia en Berlín, para ser llevado en un tren hasta la ciudad italiana de Trieste, donde luego fue embarcado hasta la ciudad-puerto de Haifa, en el entonces Mandato británico de Palestina, territorio administrado como colonia del Imperio británico. A su llegada a Medio Oriente durante ese mismo año, sirvió como colono fundador del kibutz Beit Zera, al norte del actual Estado de Israel, donde se dedicó a labores de ganadería, particularmente de la lechería, como además recibir entrenamiento militar para servir en la autodefensa del kibutz hasta 1942. Posteriormente se unió como voluntario al Ejército Británico y colaboró en misiones de los servicios de inteligencia del CSDIC (MI19) del Reino Unido en el Norte de África, Grecia e Italia durante la Segunda Guerra Mundial. Haymann participó en la Campaña de Italia, específicamente en el desembarco en Anzio-Nettuno y en la liberación de Roma. Una vez que los Aliados lograron atravesar la Línea Gustav, Haymann destacó por ser el primer soldado judío en llegar hasta la Gran Sinagoga de Roma, la cual si bien no fue destruida por las Potencias del Eje, fue fuertemente custodiada y rodeada de alambradas para restringir su ingreso.
En 1948, Haymann emigró hacia Chile donde se encontraban sus padres y su hermana como refugiados desde diciembre de 1939. En América del Sur, Rudi se desempeñó como diseñador de interiores especializado en el estilo moderno inspirado en el Bauhaus, debido a algunos estudios que pudo realizar mientras se encontraba en Italia. Fue uno de los pioneros en el país en este estilo y el encargado de amoblar y decorar numerosas residencias privadas, tiendas comerciales, y oficinas, entre las que destacan las oficinas centrales del Metro de Santiago, ubicadas en la Alameda a la altura de la estación Los Héroes. En 1954, Rudi Haymann obtuvo la nacionalidad chilena. Fue también uno de los primeros pioneros en crear un refugio familiar en el lago Vichuquén, lugar adonde llegó por primera vez a acampar en 1959. 
En la actualidad, Rudi Haymann se encuentra retirado de sus funciones como diseñador, no obstante, realiza algunas tareas como voluntario del Archivo Judío de Chile.
En 2019  se publicaron dos libros que recopilan cartas y diario de vida durante su escape de la Alemania nazi hasta su llegada a Chile. En 2023 se publicó su libro "Beyond Borders" en inglés.
En marzo de 2025, Rudi Haymann recibió la Cruz de 1ª Clase de la Orden del Mérito de la República Federal de Alemania, distinción que le fue otorgada por el presidente alemán, Frank-Walter Steinmeier, durante su visita oficial a Chile.